# Georg Hansemann
Georg Hansemann (* 2. Oktober 1913 in Varaždin, Kroatien; † 12. August 1990 in Graz) war ein österreichischer Religionspädagoge.

## Leben
Georg Hansemann studierte von 1931 bis 1936 an der Universität Graz die Fächer Deutsch, Englisch und Katholische Theologie. Nach seiner Priesterweihe 1936 war er Kaplan und Religionslehrer in Bad Aussee, Leoben und Murau.
1939 erhielt er ein Unterrichtsverbot durch die NS-Behörden („Sie sind gegenüber dem nationalsozialistischen Staat ablehnend eingestellt und üben auf die Jugend einen der (sc. NS-)Bewegung abträglichen Einfluss aus...“). 1940 wurde er zum Doktor der Theologie an der Universität Wien mit einer Arbeit über Die Harmatia im Römerbrief promoviert. Von 1945 bis 1950 war Hansemann Spiritual am Priesterseminar Graz, zugleich von 1945 bis 1946 Hochschulseelsorger und 1946 bis 1948 Diözesanjugendseelsorger.
Ab 1950 war er Supplent, ab 1960 außerordentlicher Professor für Katechetik an der Universität Graz. Am 16. Juni 1958 habilitierte er sich in Graz mit der Schrift Kierkegaards Theorie der Glaubenserweckung (Katechese als Dienst am Glauben, 1960).
1961 war Hansemann Gründungsdirektor des neuerrichteten Grazer Universitätsinstituts für Katechetik und von 1966 bis 1975 ordentlicher Universitätsprofessor und Vorstand dieses Instituts. Zudem war er von 1976 bis 1978 Seelsorger am St. Georgskolleg Istanbul. 1978 wurde er emeritiert.
Georg Hansemann wurde 1955 in Salzburg in den Ritterorden vom Heiligen Grab zu Jerusalem investiert. Er war von 1960 bis 1987 Prior der Komturei Graz der Grabesritter.
Er ist auf dem St.-Leonhard-Friedhof in Graz beigesetzt.

## Wissenschaftlicher Ansatz
Von Georg Hansemanns Lehrtätigkeit ging in Österreich zwischen 1960 und 1975 eine religionspädagogisch-katechetische Erneuerung aus. Eine lebendige Kommunikation mit geistigen Strömungen der Zeit (Zweites Vatikanisches Konzil, Ökumene, moderne Literatur) und mit der konkreten Praxis (Hansemann blieb auch als Universitätsprofessor bis zu seiner Emeritierung zugleich Religionslehrer an einer berufsbildenden höheren Schule) führten ihn zu einer weiten Sicht der katechetischen und religionspädagogischen Aufgabe, die – der österreichischen Tradition entsprechend – den schulischen Religionsunterricht ebenso umfasste wie die außerschulische Jugendarbeit, die religiöse Erwachsenenbildung, die Arbeit mit speziellen Berufsgruppen (Apotheker, Ärzte, Lehrer, …) und die Schulung der Religionslehrer in regelmäßigen diözesanen Fortbildungsveranstaltungen.
Viele hunderte Religionslehrer trafen sich jährlich bei den durch ihn veranstalteten und geleiteten Gesamtösterreichischen Katecheten-Tagungen (Tagungsberichte: Reihe Botschaft und Lehre 1961 ff.). Deren Thematik (Christusverkündigung, Glaube, Gebet, Beichte u. ä.) lässt Hansemanns Ausgangspunkt beim Erbe der Kerygmatischen Theologie ebenso erkennen wie die geistige Begegnung mit Søren Kierkegaard, Franz Xaver Arnold und Michael Pfliegler. Dies führte ihn zum Konzept einer „existentiellen Katechese“, die u. a. gekennzeichnet ist von der Bedeutung und Beachtung der Einzelnen als Glieder in Gemeinschaften. Hansemann erkannte, dass die Erwartungen der Kirche an den schulischen Religionsunterricht oft zu hoch und unrealistisch sind. Statt von Mündigkeit im Glauben als Bildungsziel des Religionsunterricht sprach er daher von Weckung des Glaubens, wobei der subjektiven und objektiven Glaubenserfahrung eine Schlüsselstellung zukomme. „Viele Überlegungen H.s zum schulischen Religionsunterricht und zur existentiellen Seite des Glaubensaktes, zur Bedeutung der menschlichen Voraussetzungen auf Seiten des Kindes, zur indirekten Mitteilung und zur Glaubensweckung, kennzeichnen Richtung, Schwerpunkte und Fragestellungen, die die Weiterentwicklung der Katechese bestimmten“.
In Österreich bereitete Hansemann damit die 1968 einsetzende anthropologische Wende der Religionspädagogik vor, wobei ein – im „metaphysischen Vakuum“ oft bescheiden bleibendes – Reden von Gott immer wieder am Einsatz für die Mitmenschen gemessen werden müsse. Hansemann realisierte dies auch in seinem Leben: Bis zu seinem Tod betreute er neben seiner wissenschaftlichen Tätigkeit eine große „Fan-Gemeinde“ und unzählige Arme als Freund und Lebensberater.

## Wichtigste Publikationen
- Katechese als Dienst am Glauben. Eine katechetische Untersuchung über Kierkegaards Theorie der Glaubenserweckung. Dissertation, Graz 1958.
- Religiöse Erziehung heute. Vom Vorschulalter zum Erwachsensein. Graz 1976.
- Als Herausgeber und Mitautor: Reihe Botschaft und Lehre. 9 Bände. Graz 1961–1971.
- Geistliche Gedanken zu Texten der Apokalypse. 20 Tonbandkassetten für die theologische Erwachsenenbildung, Graz 1983 f.

## Quelle
Für die Überlassung einer ausführlichen Biografie als Quelle dieses Artikels wird em. Univ.-Prof. Edgar J. Korherr ausdrücklich gedankt.